# Christian Kuntner
Christian Kuntner (15. ledna 1962 – 18. května 2005) byl italský horolezec. Stanul na vrcholech 13 ze 14 osmitisícovek. Při výstupu na poslední z nich Annapurnu zemřel v lavině.

## Horolezecké úspěchy
V roce 1991 Kuntner dokázal vystoupit na první osmitisícovku Čo Oju. Šiša Pangmu v roce 1998 sjel na lyžích. O rok později potkal svého dlouholetého partnera při výstupech Abele Blanca. Spolu v roce 1999 vystoupili na oba Gašerbrumy a o čtyři roky později sám vystoupil na Kančendžengu zcela novou trasou. V roce 2005 se vydali s Blancem a Silviem Mondinellim na Annapurnu o kterou se Kuntner už předtím třikrát neúspěšně pokoušel. Pro Blanca i Kuntnera to měla být čtrnáctá, tedy poslední osmitisícovka. Bohužel Kuntnera při sestupu s Mondinellim zabila ledová lavina. Kuntner uskutečnil všechny výstupy bez podpory Šerpů a bez umělého kyslíku. V roce 2002 také s Blancem vystoupili na 60 z 84 Alpských vrcholů vyšších než 4000 metrů, podle původního plánu však chtěli ten rok vystoupit na všech 84.

## Úspěšné výstupy na osmitisícovky
- 1991 Čo Oju (8201 m)
- 1992 Manáslu (8163 m)
- 1993 Broad Peak (8047 m)
- 1994 Dhaulágirí (8167 m)
- 1995 Mount Everest (8849 m)
- 1996 K2 (8611 m)
- 1998 Šiša Pangma (8013 m)
- 1999 Gašerbrum I (8068 m)
- 1999 Gašerbrum II (8035 m)
- 2000 Makalu (8465 m)
- 2001 Nanga Parbat (8125 m)
- 2003 Kančendženga (8586 m)
- 2004 Lhoce (8516 m)